# Timo Zeiler
Pour les articles homonymes, voir Zeiler.
Timo Zeiler, né le 25 novembre 1981, est un coureur de fond allemand spécialisé en course en montagne. Il est quintuple champion d'Allemagne de course en montagne.

## Biographie
Ayant grandi dans le Jura souabe, Timo se tourne tout naturellement vers la discipline de course en montagne. Déjà sélectionné dans l'équipe nationale junior lors du Trophée mondial de course en montagne 1999, il décroche son premier succès en 2003 en remportant le titre de champion d'Allemagne U23 de course en montagne.
Il franchit un cap en 2008. Il décroche deux podiums lors du Grand Prix WMRA au Grand Ballon et à Meran 2000. Le 29 juin, il remporte le semi-marathon d'Aletsch à 35 secondes du record de Billy Burns. Le 27 juillet, il s'impose à la course de montagne du Karwendel et décroche son premier titre senior de champion national. Le 24 août, il remporte sa seconde victoire à la course du Cervin et bat le record du parcours en 55 min 33 s.
Il poursuit sur sa lancée en effectuant une excellente saison 2009. Le 17 mai, il remporte la victoire à la course de montagne Terlan-Mölten et établit un nouveau record du parcours en 46 min 48 s. Une semaine plus tard, il parvient à battre le multiple champion du monde Jonathan Wyatt à la course de montagne de Gamperney. Le 12 juillet, lors des Championnats d'Europe de course en montagne à Telfes, il se retrouve dans le groupe de poursuivants, avec Marco De Gasperi et Sébastien Epiney, qui tente d'intimider le champion Ahmet Arslan mais échoue finalement au pied du podium pour 12 secondes. Le 27 septembre, il termine quatrième d'une course extrêmement relevée au Hochfelln. En tant que meilleur Allemand, il remporte son second titre de champion d'Allemagne de course en montagne.
Le 7 octobre 2012, il décroche son cinquième titre national d'affilée en établissant un nouveau record du parcours à la course de montagne du Brandenkopf en 42 min 5 s.
En 2016, il se retire de la compétition active et devient entraîneur. Il ne prend pas pour autant sa retraite sportive et se met au trail, discipline dans laquelle il ne vise pas les performances mais le plaisir de courir. En septembre, il prend part à la Translpine Run où il remporte la victoire en catégorie mixte avec la championne d'Europe junior de course en montagne 2013, Melanie Albrecht.

## Palmarès
| no  | masculin           | Course                                         | Longueur | Départ            | Temps           |
| --- | ------------------ | ---------------------------------------------- | -------- | ----------------- | --------------- |
| 9e  | 9e                 | Championnats d'Europe de course en montagne    | 12,8 km  | 8 juillet 2007    | 1 h 11 min 8 s  |
| 1re | Médaille d'or      | Course de montagne du Karwendel                | 11 km    | 15 juillet 2007   | 1 h 4 min 4 s   |
| 1re | Médaille d'or      | Course du Cervin                               | 12,49 km | 19 août 2007      | 57 min 28 s     |
| 3e  | Médaille de bronze | Montée du Grand Ballon                         | 13,2 km  | 1er mai 2008      | 1 h 2 min 14 s  |
| 2e  | Médaille d'argent  | Course de montagne Schenna-Meran 2000          | 14 km    | 15 juin 2008      | 1 h 16 min 27 s |
| 1re | Médaille d'or      | Semi-marathon d'Aletsch                        | 21,1 km  | 29 juin 2008      | 1 h 33 min 50 s |
| 1re | Médaille d'or      | Championnats d'Allemagne de course en montagne | 11 km    | 27 juillet 2008   | 1 h 0 min 11 s  |
| 1re | Médaille d'or      | Course du Cervin                               | 12,49 km | 24 août 2008      | 55 min 33 s     |
| 7e  | 7e                 | Trophée mondial de course en montagne          | 12 km    | 14 septembre 2008 | 56 min 43 s     |
| 1re | Médaille d'or      | Course de montagne Terlan-Mölten               | 9,2 km   | 17 mai 2009       | 46 min 48 s     |
| 1re | Médaille d'or      | Semi-marathon d'Aletsch                        | 21,1 km  | 28 juin 2009      | 1 h 34 min 13 s |
| 4e  | 4e                 | Championnats d'Europe de course en montagne    | 11 km    | 12 juillet 2009   | 59 min 31 s     |
| 1re | Médaille d'or      | Course de montagne du Karwendel                | 11 km    | 26 juillet 2009   | 1 h 2 min 5 s   |
| 2e  | Médaille d'argent  | Drei Zinnen Alpine Run                         | 17,5 km  | 12 septembre 2009 | 1 h 29 min 4 s  |
| 4e  | Médaille d'or      | Championnats d'Allemagne de course en montagne | 8,9 km   | 27 septembre 2009 | 43 min 54 s     |
| 1re | Médaille d'or      | Championnats d'Allemagne de course en montagne | 10,5 km  | 6 juin 2010       | 46 min 12 s     |
| 2e  | Médaille d'argent  | Semi-marathon d'Aletsch                        | 21,1 km  | 27 juin 2010      | 1 h 39 min 12 s |
| 2e  | Médaille d'argent  | Swiss Alpine Marathon K21                      | 21 km    | 30 juillet 2010   | 1 h 20 min 55 s |
| 1re | Médaille d'or      | Championnats d'Allemagne de course en montagne | 8,6 km   | 3 juillet 2011    | 48 min 43 s     |
| 2e  | Médaille d'argent  | Rothorn Run                                    | 11,5 km  | 24 juin 2012      | 1 h 12 min 57 s |
| 1re | Médaille d'or      | Championnats d'Allemagne de course en montagne | 9,5 km   | 7 octobre 2012    | 42 min 5 s      |
| 3e  | Médaille de bronze | Swiss Alpine Marathon K42                      | 42 km    | 26 juillet 2014   | 3 h 47 min 49 s |

## Records
| Épreuve       | Performance    | Date             | Lieu        |
| ------------- | -------------- | ---------------- | ----------- |
| 3 000 mètres  | 8 min 29 s 93  | 18 mai 2008      | Pliezhausen |
| 10 kilomètres | 30 min 46 s    | 28 décembre 2008 | Francfort   |
| Semi-marathon | 1 h 7 min 34 s | 6 avril 2008     | Calw        |